# Sens 5' vers 3'
 (avril 2020).
Si vous disposez d'ouvrages ou d'articles de référence ou si vous connaissez des sites web de qualité traitant du thème abordé ici, merci de compléter l'article en donnant les références utiles à sa vérifiabilité et en les liant à la section « Notes et références ».
Le sens 5′ vers 3′ est le sens de synthèse des acides nucléiques — ADN ou ARN — par une ADN polymérase ou une ARN polymérase.
Par convention, on oriente le brin d'acide nucléique de gauche à droite en fonction des groupes libres sur les nucléotides localisés à chaque extrémité (5′ ou 3′).

## Les nucléotides

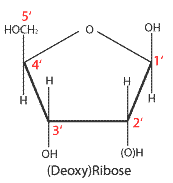
Représentation schématique d'un furanose, un ose possédant un hétérocycle à 5 carbones. Les atomes de carbone de ce pentose sont numérotés de 1′ à 5′. Dans un nucléotide, la base azotée se lie au carbone 1′ et le phosphate au 5′.

Les brins d'acides nucléiques (ADN et d'ARN) sont des polymères formés d'assemblage de résidus nucléotidiques.
Les quatre différentes sortes de nucléotides comprennent chacune un pentose (sucre à 5 atomes de carbone) : le ribose pour l'ARN et le désoxyribose pour l'ADN. Les atomes de carbone sont numérotés de 1′ à 5′. Une base nucléique se lie au carbone 1′ du pentose, un groupe phosphate au carbone 5′.
Notez que le terme nucléotide s'emploie dans le cas où le phosphate est présent. Le nucléoside est le monomère de l'acide nucléique qui contient seulement la base nucléique et le pentose. Il est cependant fréquent, pour un nucléoside phosphorylé, de trouver les terminologies impropres : nucléoside monophosphate ou diphosphate ou triphosphate, selon le nombre de phosphates ajoutés au nucléoside.

## Les bases nucléiques
Les bases nucléiques, qui existent dans les acides nucléiques (ADN et ARN) de tous les êtres vivants, sont l'adénine, la cytosine, la guanine, la thymine et l'uracile.

La thymine est présente dans l'ADN, mais absente dans l'ARN. L'uracile est présent dans l'ARN, absent dans l'ADN.
L'adénine et la guanine sont des purines, tandis que la cytosine, la thymine et l'uracile sont des pyrimidines.

Les bases nucléiques complémentaires sont liées entre elles par des liaisons hydrogène, une purine se liant à une pyrimidine :
- l'adénine avec la thymine (ou avec l'uracile, pour l'ARN) par deux liaisons hydrogène ;
- la cytosine avec la guanine par trois liaisons hydrogène.

## Extrémité 3′
Pour une séquence d'ADN, l'extrémité 3′ (ou 3′-OH) désigne l'extrémité de la séquence polynucléotidique terminée par un ose (ribose ou désoxyribose), et notamment par un groupement hydroxyle OH porté par le carbone 3′ du sucre.
Le nom 3′ (lu « trois prime ») vient de la numérotation du carbone portant le OH : les atomes des cycles des bases nucléiques sont notés de 1 à 6 (pour les bases pyrimidiques) ou de 1 à 9 (pour les bases puriques), et les carbones de l'ose sont notés de 1′ à 5′ pour éviter la confusion avec la base nucléique.

## Extrémité 5′
Pour une séquence d'ADN, le côté 5′ (ou 5′-P) désigne l'extrémité de la séquence polynucléotidique terminée par un phosphate.

## L'orientation des brins

Schéma d'une fraction de molécule d'ADN, avec les orientations des brins indiquées.

L'assemblage des nucléotides, qui s'effectue à l'aide de leur sucre, est orienté.
Une molécule de phosphate relie le carbone 3′ du premier sucre au carbone 5′ du sucre suivant, qui lui-même associe son carbone 3′, à travers une molécule de phosphate, au carbone 5′ du sucre suivant, et ainsi de suite de proche en proche. Cela détermine ainsi une chaîne orientée de nucléotides où l'on peut déterminer l'extrémité 3′ du brin et l'extrémité 5′ à l'opposé.
Dans l'ARN, un seul brin est présent, mais dans l'ADN, deux brins sont liés entre eux par les bases nucléiques et sont toujours anti-parallèles (l'extrémité 3′ d'un brin est en vis-à-vis de l'extrémité 5′ de son brin complémentaire).
Lors de la synthèse d'un brin d'ADN (au cours de la réplication de l'ADN) ou d'ARN (au cours de la transcription), chaque nouveau nucléotide s'ajoute à l'extrémité 3′ du brin transcrit : le sens 5′ vers 3′ est le sens de croissance du brin synthétisé. Cette synthèse se fait par une polymérase qui lit donc le brin non codant (ou brin matrice) dans le sens 3′-5′, puisque le brin non codant et le brin synthétisé sont complémentaires et anti-parallèles : le sens 3′ vers 5′ est le sens de lecture du brin non codant. Le brin codant, lui, est de même séquence que l'ARNm (à ceci près que l'on y retrouve des T au lieu des U).
Cependant, lors de la réplication de l'ADN, les deux brins doivent être répliqués.
Un des deux brins va être lu de 3′ vers 5′ pour réaliser une synthèse de 5′ vers 3′ en continu (nucléotide par nucléotide), mais le brin complémentaire ne peut pas être lu de 5′ vers 3′ puisque la synthèse ne peut pas se faire de 3′ vers 5′. La lecture du brin opposé 5′-3′ va donc se faire de manière discontinue, bloc par bloc, chaque bloc étant lu de 3′ vers 5′ (en sens inverse de la progression globale de l'ADN polymérase) pour synthétiser des fragments d'Okazaki qui seront assemblés ensuite par l'ADN ligase.